# بروس هاريس
بروس هاريس (بالإنجليزية: Bruce Harris)‏ هو محامي أمريكي، ولد في 4 يناير 1951.